# Колін Фолкленд Грей
Колін Фолкленд Грей (англ. Colin Falkland Gray) — новозеландський пілот, ас Другої світової війни, який воював у складі Королівських ВПС Великої Британії .

## Біографія
Колін Грей народився 9 листопада 1914 року в Крайстчерчі (Нова Зеландія). У 1938 році поступив до Королівських військово-повітряних сил Великої Британії (RAF). Його брат-близнюк Кен поступив до ВПС разом з братом (Кен загинув 1 травня 1940 року). Після закінчення навчання восени 1939 року Колін був направлений в 54-ю ескадрилью RAF. Першу повітряну перемогу Колін Грей здобув 25 травня 1940 року, прикриваючи крило Fairey Swordfish, збив німецький Мессершмітт Bf.109 недалеко від Гравліна.
За активну участь в повітряних боях, 15 серпня 1940 року Колін Грей нагороджений хрестом «За видатні льотні заслуги» (DFC). У вересні, після участі в Битві за Британію, ескадрилья була перекинута на північ для відпочинку і переформування. На цей момент на рахунку Коліна було 14 особистих і одна спільна перемоги. 20 вересня 1941 року за 17 перемог над противником Грей отримав планку до DFC.
Після декількох переведень, в січні 1943 року Колін Грей був призначений командиром 81-ї ескадрильї. Після операції в Тунісі, в травні 1943 року Колін нагороджений орденом «За видатні заслуги» . Грея призначили командиром авіакрила. Він взяв участь в Італійській кампанії 1943—1945 років. У листопаді Колін отримав другу планку до DFC.
У 1944 році Колін Грей повернувся до Британії, де його призначено командиром 61-ї армії Об'єднаного Океанічного Союзу (OCU), що базувалася в Редналі у Вест-Мідлендсі. На рахунку Коліна було 27 перемог і понад 500 бойових вильотів .
Після закінчення війни Колін Грей залишився на службі. Брав участь у війні в Малаї, і пішов у відставку тільки в 1961 році. Грей повернувся до Нової Зеландії, де працював начальником відділу кадрів в Unilever до 1979 року . Колін Грей помер 1 серпня 1995 року в Вайканае на Північному острові .

## Нагороди
- Кавалер хреста «За видатні льотні заслуги» (DFC) і двох планок до нього;
- Кавалер ордена «За видатні заслуги» (DSO).